# Jessica Hynes
Tallulah Jessica Elina Hynes, född Stevenson, den 30 oktober 1972 i Lewisham i London, är en brittisk skådespelerska och regissör. Hon gifte sig 2002 med skulptören Adam Hynes, men gick under sitt flicknamn Jessica Stevenson fram till 2007. Hon har bland annat har medverkat i Shaun of the Dead (2004) och På spaning med Bridget Jones (2004). Hon regidebuterade 2018 med The Fight.
Hynes har vunnit två British Comedy Awards, 1999 och 2001. Hon har också vunnit en BAFTA Award två gånger, 2015 och 2019.